# داء باركنسون ومحور الأمعاء والدماغ
يصيب داء باركنسون -وهو ثاني أكثر الأمراض العصبية التنكسية شيوعًا بعد مرض آلزهايمر- 1% من الأشخاص الذين تزيد أعمارهم عن 60 عامًا. تضاعف عدد حالات مرض باركنسون عالميًا في العقود الثلاثة الماضية من 2.5 مليون حالة عام 1990 إلى 6.1 مليون حالة عام 2016. وبلغ عدد حالات مرض باركنسون عالميًا بحلول عام 2022 نحو 10 ملايين حالة. يقدر معدل انتشار مرض باركنسون في الولايات المتحدة بحلول عام 2030 بحوالي 1.24 مليون حالة. ومن المتوقع أن تزداد هذه الأرقام مع زيادة متوسط العمر المتوقع وعمر عامة السكان. يعد مرض باركنسون مرضًا متعدد الأجهزة ومتعدد العوامل، حيث تلعب العديد من العوامل، مثل البيئة والأمعاء ونمط الحياة والجينات، دورًا مهمًا في ظهور المرض وتطوره.

## علم الأمراض
تشمل السمات العصبية المرضية لداء باركنسون فقدان الخلايا العصبية الدوبامينية في منطقة الجزء المدمج من المادة السوداء في الدماغ ووجود ألفا-ساينيوكلين متجمع. في ظل الظروف الفزيولوجية، يوجد ألفا-ساينيوكلين، وهو بروتين مشفر بواسطة جين SNCA، في مشابك الخلايا العصبية، إذ ينظم الإشارات المشبكية والمرونة عن طريق تعديل إطلاق النواقل العصبية. يوجد بكثرة في الدماغ، وبدرجة أقل في أنسجة أخرى، مثل الأمعاء والقلب. في ظل الظروف المرضية لمرض باركنسون، يخضع ألفا-ساينيوكلين لتغيير تكويني، ما ينتج عنه بروتين غير قابل للذوبان مطوي بشكل خاطئ، يتجمع في صفائح بيتا ويشكل شوائب بروتينية تسمى أجسام لوي. يفقد ألفا-ساينيوكلين المتجمع قدرته على الارتباط بالغشاء، ما يعطل العمليات الخلوية وتكوين المشابك. ويفترض أنه ينتشر بطريقة تشبه البريون، منتشرًا داخل الخلايا الأخرى وبينها، الأمر الذي يؤدي في النهاية إلى التنكس العصبي، والذي يرى في الرسم التوضيحي مع فقدان الخلايا العصبية الدوبامينية. توجد هذه التغيرات المرضية أيضًا في المناطق الطرفية (خارج الجهاز العصبي المركزي) في المراحل المبكرة من مرض باركنسون. ومع ذلك، فإن الآليات التي تشارك في هذه التغيرات غير مفهومة جيدًا.

## الأعراض
تشمل الأعراض السريرية لداء باركنسون أعراضًا حركية وغير حركية. تشمل الأعراض الحركية الأساسية لمرض باركنسون التصلب، وطريقة المشي غير الطبيعية، والارتعاش أثناء الراحة، والتيبس، وبطء الحركة، وخلل التوتر العضلي. تشمل الأعراض غير الحركية الخلل الوظيفي اللاإرادي، وخلل الشم، وضعف الإدراك، ومضاعفات الجهاز البولي التناسلي، وضعف حاسة الشم، والاكتئاب، وألم الكتف غير المتماثل، وخلل الجهاز الهضمي، واضطراب سلوك حركة العين السريعة (تمثيل الأحلام أثناء حركة العين السريعة). تظهر الأعراض غير الحركية في المراحل المبكرة من داء باركنسون قبل ظهور الأعراض الحركية، ما يساهم في تأخير تشخيص داء باركنسون وحتى التشخيص الخاطئ في ما يصل إلى 15% من الحالات. وبحلول الوقت الذي تظهر فيه الأعراض الحركية ويبدأ العلاج، يكون هناك بالفعل فقدان لأكثر من 50% من الخلايا العصبية الدوبامينية في المادة السوداء. لذلك، تعد الأعراض غير الحركية مؤشرات حيوية قيمة للمراحل المبكرة من داء باركنسون وتوفر وسيلة محتملة للتشخيص المبكر للمرض والتدخل المبكر.

## أعراض الجهاز الهضمي
يمكن أن تظهر أعراض الجهاز الهضمي قبل 20 عامًا من ظهور الأعراض الحركية السريرية. اقترح جيمس باركنسون لأول مرة منذ أكثر من 200 عام احتمالية تورط الأمعاء في داء باركنسون، حيث وصف داء باركنسون بأنه حالة مضطربة في المعدة والأمعاء قد تسبب فعلًا مرضيًا في جزء من النخاع الشوكي. ومع ذلك، لم يفهم هذا التفاعل بين الأمعاء والدماغ بشكل كامل ولم يستكشف على نطاق واسع في مرض باركنسون حتى وقت قريب في العقدين الماضيين. هناك أدلة متزايدة أفادت بدور خلل الجهاز الهضمي في بدء التنكس العصبي وكذلك التسبب في مرض باركنسون.
في الجهاز الهضمي العلوي، عسر البلع هو ضعف في عملية البلع يؤدي إلى مضغ غير كاف، ومؤشر كتلة جسم أقل من 20، وفقدان الوزن وسوء التغذية. كما أن سيلان اللعاب شائع أيضًا نتيجة لصعوبة البلع وليس إفراز اللعاب، الذي ينخفض في الواقع في مرض باركنسون. يؤدي عسر البلع البلعومي إلى الاختناق أو الارتشاق. يتضمن البلع ثلاث مراحل - الفموية والبلعومية والمريئية، والتي تتأثر المرحلتان الأوليتان منها في عسر البلع البلعومي. تؤثر هذه الأعراض الحركية على 35٪ من المرضى وتزداد سوءًا مع تقدم المرض، ولكنها تتحسن مع الأدوية. يؤدي شلل المعدة إلى شلل المعدة مما يساهم في شعور 50٪ من المرضى بالانتفاخ والامتلاء بينما يعاني 15٪ من القيء والغثيان.
تستخدم تقنية التصوير المقطعي بعد تناول وجبة صلبة بالإضافة إلى اختبار التنفس لقياس زمن إفراغ المعدة (GET)، والذي يطول لدى مرضى باركنسون. تشمل الطرق الأخرى التصوير بالرنين المغناطيسي ونظام الكبسولة الكهرومغناطيسية. فرط نمو البكتيريا في الأمعاء الدقيقة (SIBO): يؤدي إلى الإسهال وعدم الراحة في البطن والانتفاخ ويمكن أن يؤدي إلى مشاكل في امتصاص أدوية باركنسون. في الجهاز الهضمي السفلي، يتميز الإمساك بالإجهاد أثناء التغوط أو وجود أقل من 3 حركات أمعاء في الأسبوع، وهو ما يحدث في 40-50٪ من مرضى باركنسون.